# وحمة موصلية
الوحمة الموصلية (بالإنجليزية: Junctional nevus)‏ هي شامة توجد في المنطقة الموصلة بين البشرة والأدمة في الجلد. قد تكون هذا الشامات مصطبغة ومرتفعة قليلًا، مما يزيد من احتمالية تكوّن ورم ميلانيني.

## روابط خارجية
- Junctional nevus

 تتضمن هذه المقالة مواد في الملكية العامة خاصة في المعهد الوطني الأمريكي للسرطان - "قاموس مصطلحات السرطان".